# Sphagnum brachycaulon
Sphagnum brachycaulon är en bladmossart som beskrevs av C. Müller och Warnstorf 1891. Sphagnum brachycaulon ingår i släktet vitmossor, och familjen Sphagnaceae. Inga underarter finns listade i Catalogue of Life.